# Mick Tait
Michael Paul Tait, più conosciuto con il diminutivo Mick Tait (Wallsend, 30 settembre 1956) è un allenatore di calcio ed ex calciatore inglese, di ruolo centrocampista.

## Carriera

### Giocatore
Esordisce tra i professionisti nella stagione 1974-1975 all'età di 18 anni con l'Oxford Utd, club di seconda divisione: gioca in questa categoria fino al termine della stagione 1975-1976, rimanendo comunque nel club anche dopo la retrocessione in terza divisione maturata al termine di questa annata, e trascorrendovi la Third Division 1976-1977, per un totale di 64 presenze e 23 reti in partite di campionato; viene quindi ceduto per 65000 sterline al Carlisle Utd, con cui dopo i mesi finali della stagione 1976-1977 trascorsi nuovamente in seconda divisione gioca in terza divisione fino al termine della stagione 1978-1979. Nell'estate del 1979 passa per 150000 sterline all'Hull City, con cui gioca per un'ulteriore stagione in terza divisione (33 presenze e 3 reti).
Nell'estate del 1980, dopo una sola stagione con i Tigers, viene ceduto per 100000 sterline al Portsmouth, sempre in terza divisione: qui, vince la Third Division 1982-1983 e gioca poi per un quadriennio (dal 1983 al 1987) in seconda divisione, conquistando anche un secondo posto in classifica nella Second Division 1986-1987; dopo 240 presenze e 30 reti (e più in generale 265 partite e 31 reti fra tutte le competizioni ufficiali) il Portsmouth, neopromosso in prima divisione, lo cede a titolo definitivo per 50000 sterline al Reading: qui, nella stagione 1987-1988 Tait vince la Full Members Cup e retrocede dalla seconda alla terza divisione, categoria in cui poi gioca per un ulteriore biennio con la maglia dei Royals. Nell'estate del 1990 si accasa gratuitamente al Darlington, con la cui maglia vince la Fourth Division 1990-1991 e gioca poi in terza divisione nella stagione 1991-1992, al termine della quale torna poi a giocare in quarta divisione, all'Hartlepool Utd, dove rimane fino al suo ritiro nel 1998 fatta eccezione per una parentesi da 10 presenze e 2 reti nella seconda divisione scozzese con la maglia del Gretna nel 1994. Si ritira al termine della stagione 1997-1998, dopo complessive 24 stagioni da professionista nei campionati della Football League, nei quali ha totalizzato complessivamente 759 presenze e 91 reti (al momento del suo ritiro era il sedicesimo giocatore di sempre per numero di presenze nella Football League, pur senza aver mai giocato in prima divisione).

### Allenatore
Il 4 novembre 1996 diventa anche allenatore dell'Hartlepool United, club di quarta divisione in cui era ancora anche giocatore; mantiene l'incarico di allenatore anche dopo il ritiro come giocatore, restando in carica fino all'esonero del 18 gennaio 1999. Nella stagione 1999-2000 allena i semiprofessionisti dei Blyth Spartans, club della Northern Premier League (sesta divisione). Dopo circa due anni di inattività, il 25 ottobre 2002 diventa allenatore del Darlington, inizialmente ad interim e poi in pianta stabile, mantenendo il ruolo fino al 30 ottobre 2003, quando viene esonerato, rimane comunque in squadra fino al termine della stagione 2007-2008 allenando nelle giovanili. Nella parte finale della stagione 2008-2009 allena il Newcastle Blue Star, in Northern Premier League Division One North (ottava divisione), per poi sedere per un biennio nuovamente sulla panchina dei Blyth Spartans, sempre in Northern Premier League (nel frattempo diventato un campionato di settima divisione).

## Palmarès

### Giocatore

#### Competizioni nazionali
- Full Members Cup: 1

Reading: 1987-1988
- Third Division: 1

Portsmouth: 1982-1983
- Campionato inglese di quarta divisione: 1

Darlington: 1990-1991